# Лицей № 13 (Ростов-на-Дону)
Лицей № 13 — муниципальное общеобразовательное учреждение в Ростове-на-Дону.
Здание школы построено в 1892 году в по проекту архитектора Н. Н. Дурбаха. Изначально там размещалась Екатерининская женская гимназия города Нахичевани-на-Дону. Здание школы имеет статус объекта культурного наследия местного значения.

## История

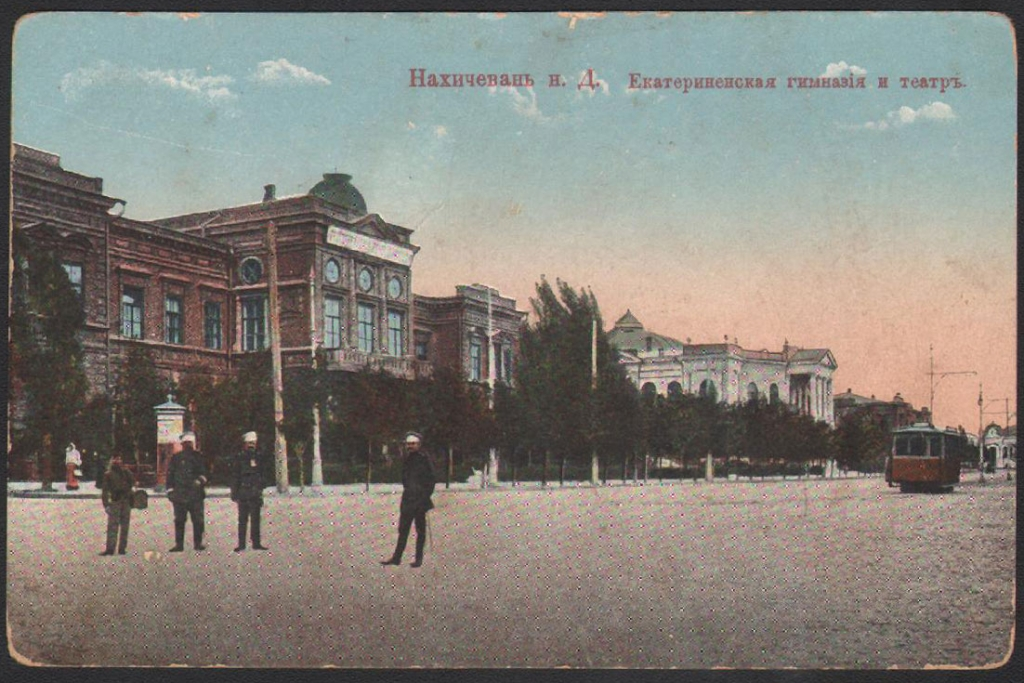
Гимназия на дореволюционной открытке

В конце XIX века в Нахичевани-на-Дону была основана женская гимназия. Она получила название Екатерининской в честь основательницы города императрицы Екатерины II. Здание гимназии было построено в 1892 году по проекту нахичеванского архитектора Н. Н. Дурбаха; первоначально у здания было два этажа. В 1894 году в гимназии была открыта церковь Екатерины великомученицы (домовая церковь).
Екатерининская женская гимназия была элитным учебным заведением города. Там преподавали Закон Божий, французский язык, русский язык, географию, историю, рукоделие, рисование. Срок обучения в гимназии изначально составлял 8 лет, в 1910 году его увеличили до 9 лет.
В 1921 году в здании гимназии открылась Первая советская трудовая школа имени С. Д. Маркова. В 1930-х годах это была школа имени Карла Маркса. В 1943—1944 годах в здании школы размещался госпиталь, а до 1947 года там находились военные учреждения.

## Архитектура и оформление
Кирпичное здание лицея имеет три этажа и многоскатную крышу. Фасады отделаны штукатуркой. На симметричном главном фасаде выступают три крупных ризалита. В центре расположен парадный вход. Восточный и западный фасады декорированы раскреповками. Фасады оформлены пилястрами, лепниной, геральдическими вставками, венками, картушами и медальонами.
Здание имеет сложную конфигурацию. В центральной его части находится парадная лестница. По обеим сторонам от центрального продольного коридора располагаются классы и вспомогательные помещения. Актовый зал находится на втором этаже.

## Известные ученики
В 1902—1903 годах в гимназии училась писательница М. С. Шагинян. В память об этом в 1986 году на фасаде школы установили мемориальную доску с текстом: «В этом здании в 1902—1903 гг. в женской гимназии училась Мариэтта Сергеевна Шагинян — писатель, Герой Социалистического труда, лауреат Ленинской, Государственной премий (1888—1982 гг.)».
В 1910—1914 гг.в гимназии училась историк, академик Милица Васильевна Нечкина. Известна как специалист по революционным движениям XIX в., исследователь жизни и творчества А. С. Грибоедова, автор популярных книг о декабристах и учебников по истории для средней и высшей школы.